# 斯德哥爾摩市中心

斯德哥爾摩市中心（瑞典語：Stockholms innerstad）是瑞典首都斯德哥爾摩的市中心，也是整個斯德哥爾摩都市區的市中心。2007年開始，斯德哥爾摩市中心分為四個區：孔斯霍尔门、瑟德马尔姆、诺尔马尔姆、厄斯特马尔姆。在2007年之前，斯德哥爾摩市中心分為五個區。